# Dragomir de Maramureș
Dragomir de Maramureș a fost un membru al familiei Dragu, în maghiară Dragfi. El a fost fiul lui Balc al Moldovei. Fals ( Dragamér era ginerele lui Sas de Beltiug Bélteki Szász voievodul Moldovei, cắpitan de Vidin, cäzut sub zidurile Vidinului!